# Larisa Peisajóvich
Larisa Peisajóvich (en ruso: Лариса Пейсахович, en hebreo: לריסה פסחוביץ'‎; nacida Larisa Kosorúkova, Náberezhnye Chelny, 30 de mayo de 1973) es una deportista rusa que compitió por Israel en piragüismo en la modalidad de aguas tranquilas.
Ganó tres medallas de bronce en el Campeonato Mundial de Piragüismo entre los años 1995 y 2002, y una medalla de bronce en el Campeonato Europeo de Piragüismo de 1997.
Participó en tres Juegos Olímpicos de Verano, entre los años 1996 y 2004, ocupando el séptimo lugar en Atlanta 1996 (K4 500 m) y el sexto en Atenas 2004 (K1 500 m).

## Palmarés internacional
| Representando a Rusia  |                      |                   |             |
| Campeonato Mundial     |                      |                   |             |
| Año                    | Lugar                | Medalla           | Competición |
| 1995                   | Duisburgo (Alemania) | Medalla de bronce | K2 200 m    |
| 1998                   | Szeged (Hungría)     | Medalla de bronce | K4 200 m    |
| Campeonato Europeo     |                      |                   |             |
| Año                    | Lugar                | Medalla           | Competición |
| 1997                   | Plovdiv (Bulgaria)   | Medalla de bronce | K4 200 m    |
| Representando a Israel |                      |                   |             |
| Campeonato Mundial     |                      |                   |             |
| Año                    | Lugar                | Medalla           | Competición |
| 2002                   | Sevilla (España)     | Medalla de bronce | K2 1000 m   |